# Saint-Jean-du-Bruel
Pour les articles homonymes, voir Saint-Jean.

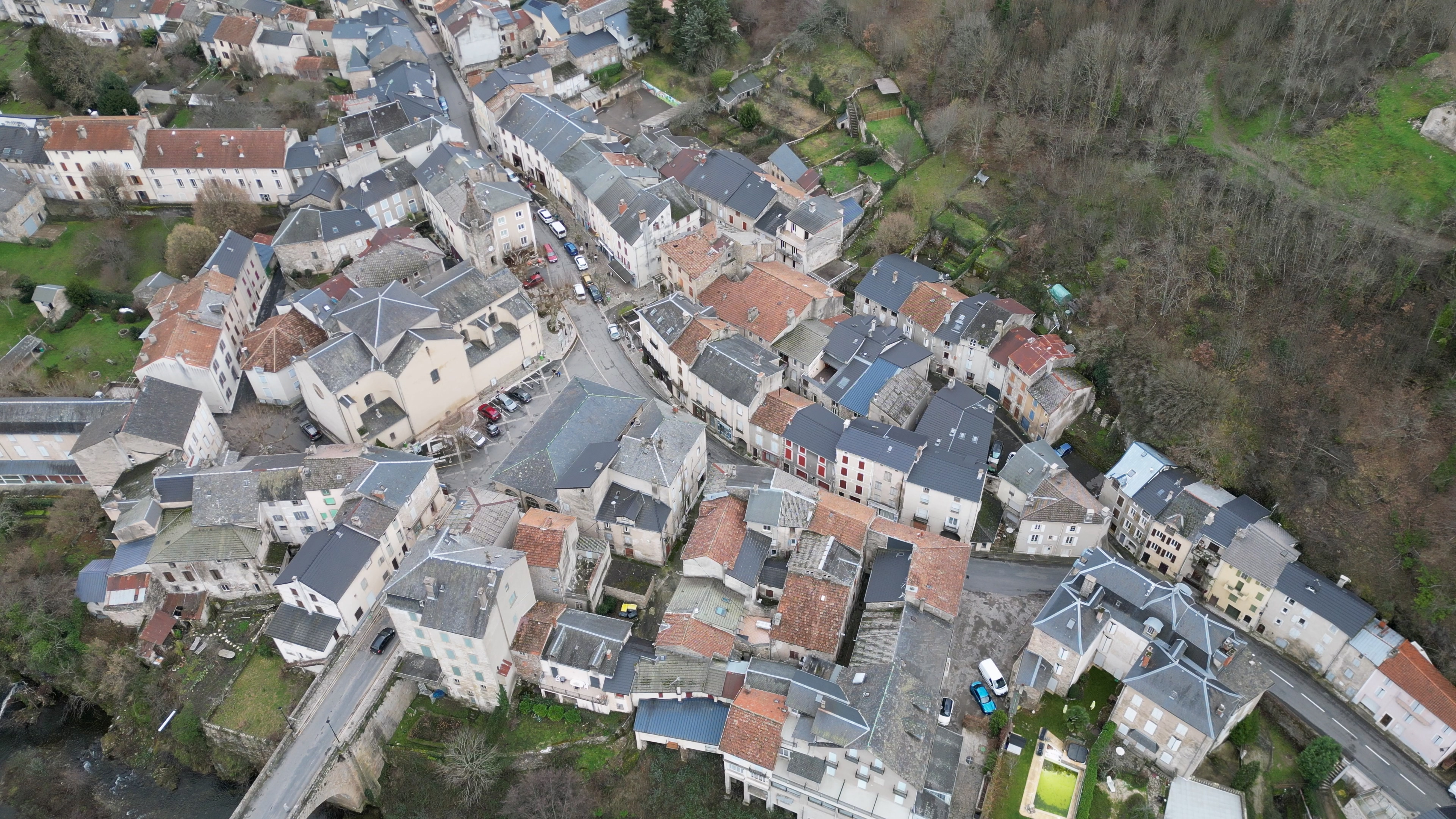
Vue aérienne du centre ville de Saint Jean du Bruel

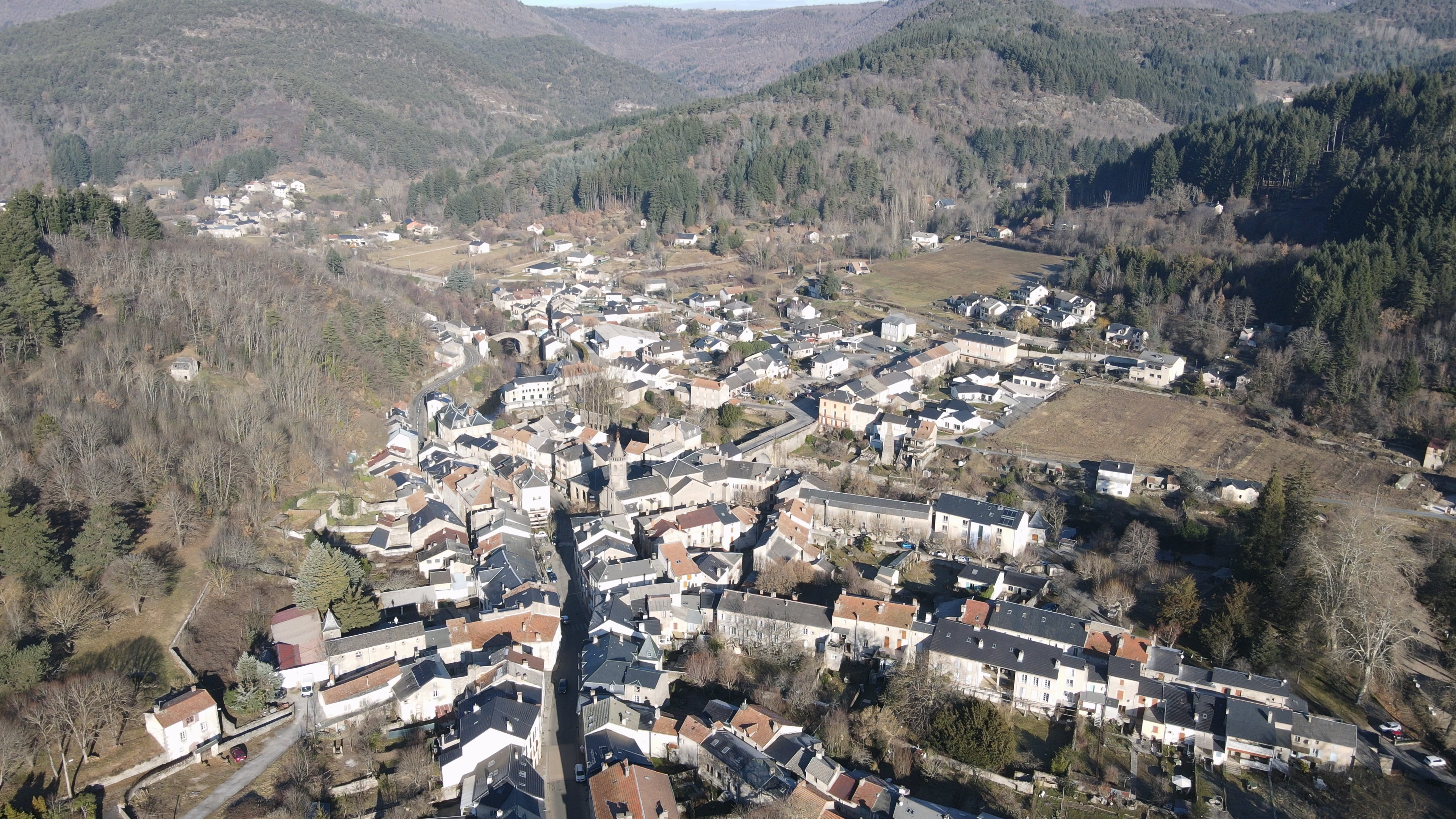
Vue de Saint Jean du Bruel

Saint-Jean-du-Bruel est une commune française, située dans le département de l'Aveyron, en région Occitanie.
Elle fait partie de l'ancienne province du Rouergue où l'on parle également le dialecte rouergat, variante du languedocien.

## Géographie

### Localisation

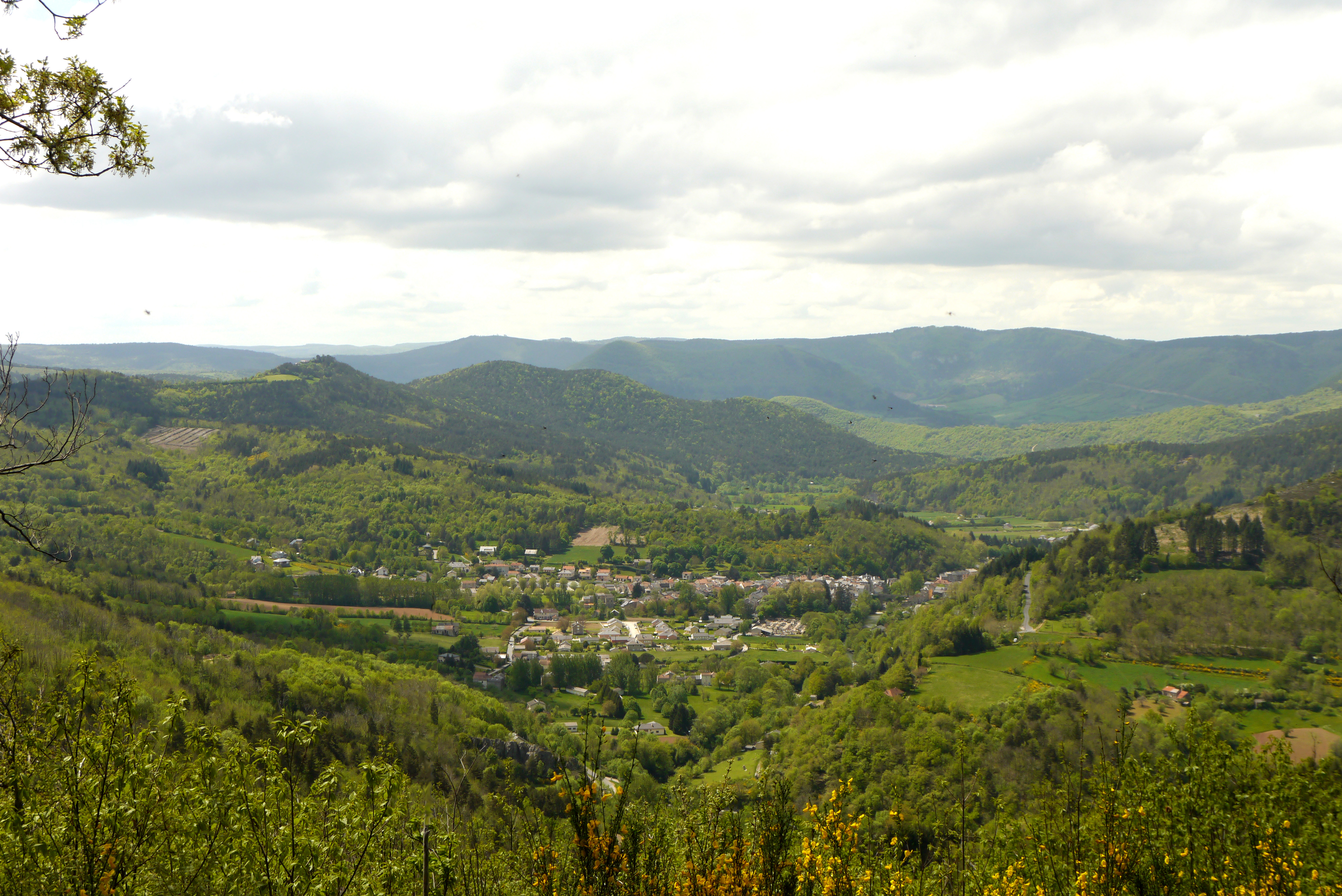
Vue générale de Saint-Jean du Bruel.

Le territoire de la commune matérialise une fraction sud du Massif central à cheval sur les Causses et Vallées et les Cévennes aveyronnaises. Il est traversé par la rivière Dourbie au bord de laquelle se trouve le bourg chef-lieu de commune.
En limite du Gard et de l'Aveyron, le village de Saint-Jean-du-Bruel est traversé par la Dourbie, dans une vallée paisible et fertile qui lui a valu de porter le nom de jardin de l'Aveyron. Sa situation géographique le place au centre d'une région riche en contrastes, entre Causses et Cévennes, au pied du Saint-Guiral qui culmine à 1 337 m. Saint-Jean-du-Bruel constitue une petite enclave cévenole en terre aveyronnaise. Les châtaigneraies en témoignent ainsi que les plus anciennes bâtisses où se retrouvent les schistes, le basalte et le granit.

### Communes limitrophes
Saint-Jean-du-Bruel est limitrophe de cinq autres communes dont trois dans le département du Gard. À l'est, son territoire est distant d'une centaine de mètres de celui d'Alzon.
Les communes limitrophes sont  Causse-Bégon, Dourbies, Nant, Sauclières et Trèves.
| Causse-Bégon (Gard) | Trèves (Gard)       |                 |
| Nant                | Saint-Jean-du-Bruel | Dourbies (Gard) |
|                     | Sauclières          |                 |

### Géologie et relief
L'altitude minimum est de 492 mètres et maximum de 1 339 mètres pour une superficie de 3 723 hectares.

### Hydrographie

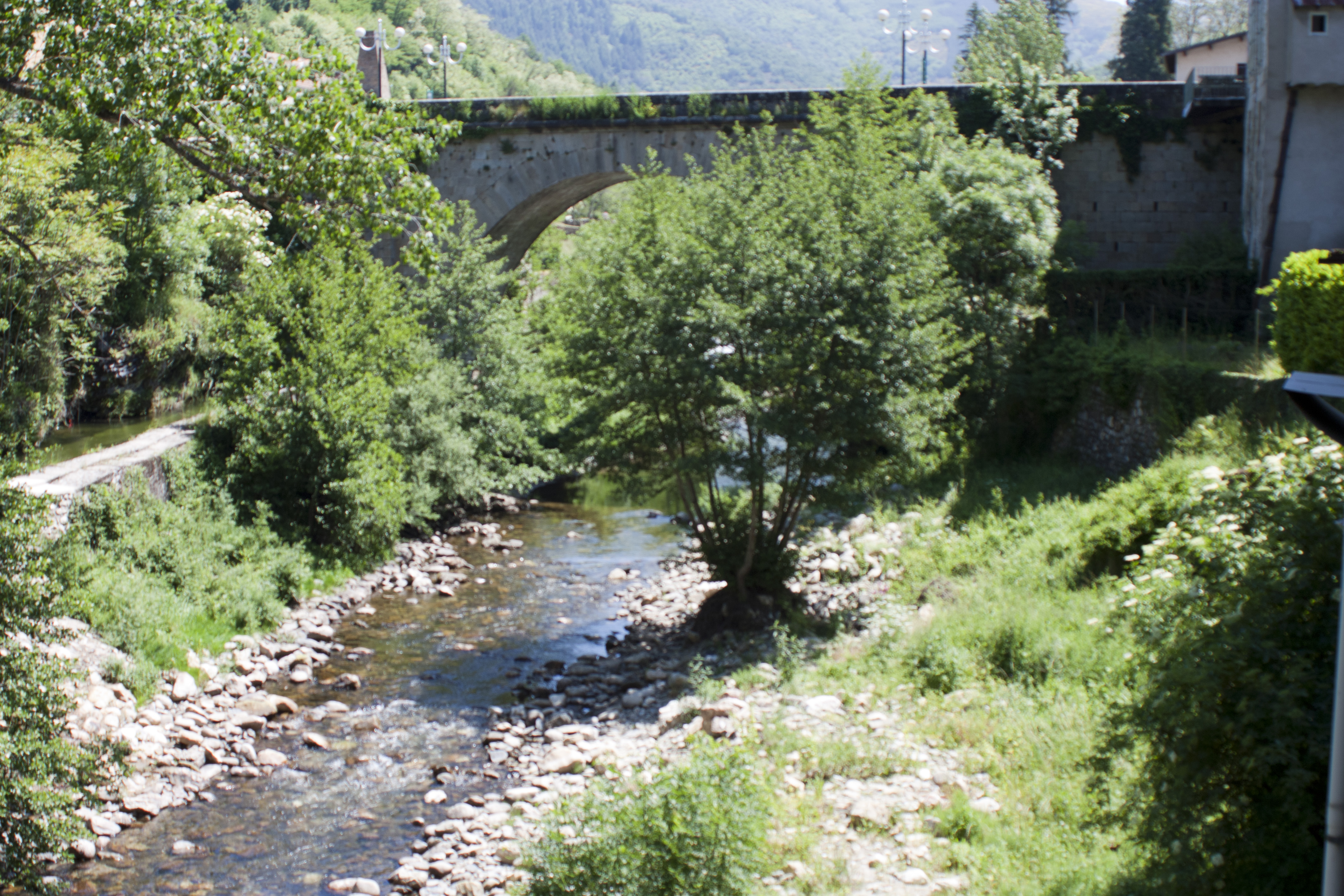
La Dourbie sous le Pont-Neuf.

La Dourbie traverse la commune d'est en ouest.
Plusieurs affluents et sous-affluents prennent leur source sur la commune. Les principaux sont, de l'amont vers l'aval :
- le ruisseau des Crozes (rive gauche) et ses deux affluents, le Valat Grand et le ruisseau des Cabrières ;
- le ruisseau du Viala (rive gauche) ;
- le ruisseau du Bruel (rive gauche) ;
- le ruisseau de Lavaur (rive gauche) ;
- le ruisseau de Saint-Gleys (rive droite) et son affluent le ruisseau des Valettes.

### Climat
Pour des articles plus généraux, voir Climat de l'Occitanie et Climat de l'Aveyron.
En 2010, le climat de la commune est de type climat des marges montargnardes, selon une étude s'appuyant sur une série de données couvrant la période 1971-2000. En 2020, Météo-France publie une typologie des climats de la France métropolitaine dans laquelle la commune est exposée à un climat de montagne et est dans la région climatique Sud-est du Massif Central, caractérisée par une pluviométrie annuelle de 1 000 à 1 500 mm, minimale en été, maximale en automne.
Pour la période 1971-2000, la température annuelle moyenne est de 11,5 °C, avec une amplitude thermique annuelle de 16 °C. Le cumul annuel moyen de précipitations est de 1 180 mm, avec 9,6 jours de précipitations en janvier et 4,4 jours en juillet. Pour la période 1991-2020, la température moyenne annuelle observée sur la station météorologique la plus proche, située sur la commune de La Cavalerie à 16 km à vol d'oiseau, est de 10,1 °C et le cumul annuel moyen de précipitations est de 934,2 mm,. Pour l'avenir, les paramètres climatiques de la commune estimés pour 2050 selon différents scénarios d'émission de gaz à effet de serre sont consultables sur un site dédié publié par Météo-France en novembre 2022.

### Milieux naturels et biodiversité

#### Espaces protégés
La protection réglementaire est le mode d’intervention le plus fort pour préserver des espaces naturels remarquables et leur biodiversité associée.
Dans ce cadre, la commune fait partie d'un espace protégé, le Parc naturel régional des Grands Causses, créé en 1995 et d'une superficie de 327 937 ha, qui s'étend sur 97 communes. Ce territoire rural habité, reconnu au niveau national pour sa forte valeur patrimoniale et paysagère, s’organise autour d’un projet concerté de développement durable, fondé sur la protection et la valorisation de son patrimoine,,.

#### Sites Natura 2000

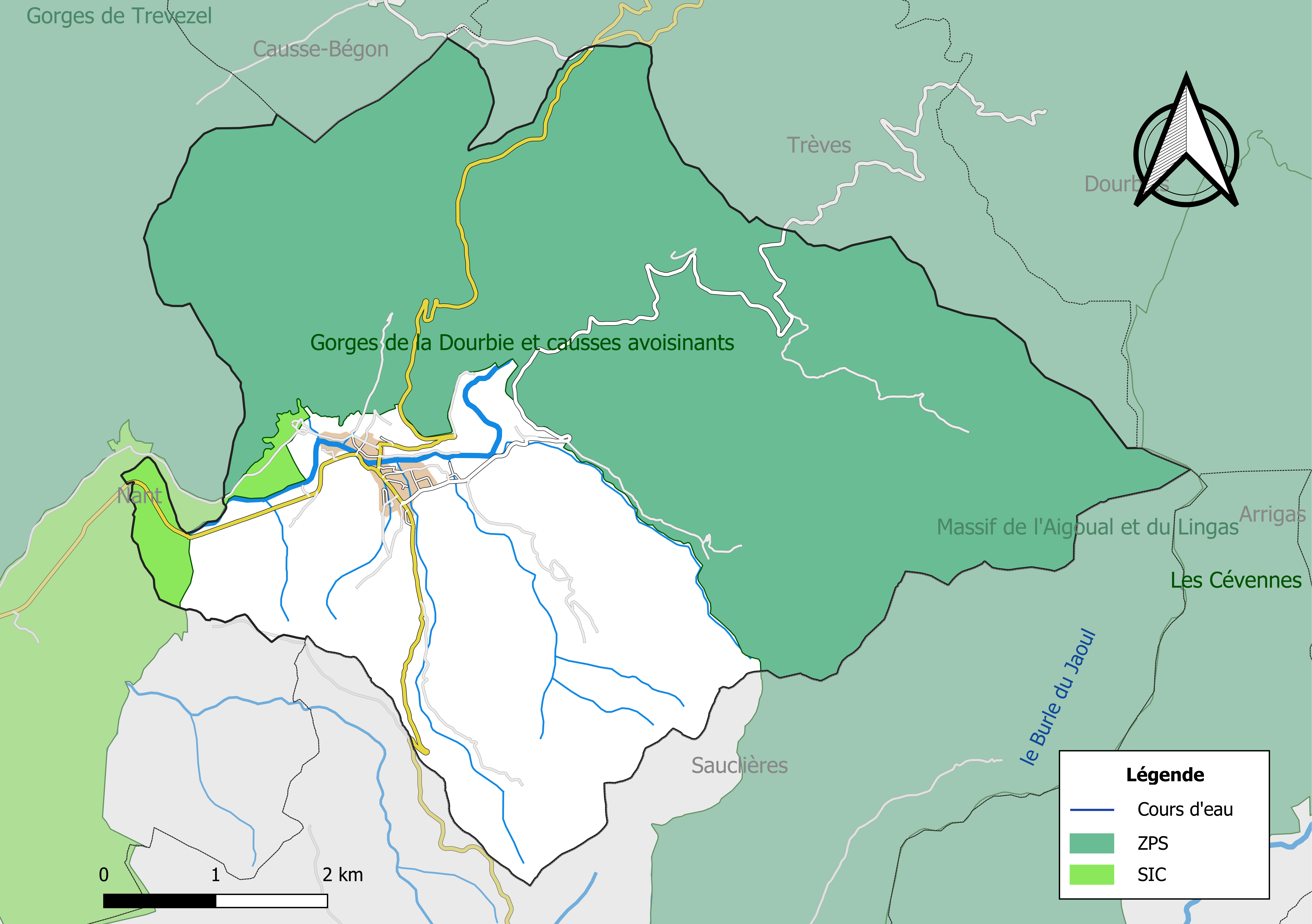
Sites Natura 2000 sur le territoire communal.

Le réseau Natura 2000 est un réseau écologique européen de sites naturels d’intérêt écologique élaboré à partir des Directives « Habitats » et « Oiseaux ». Ce réseau est constitué de Zones spéciales de conservation (ZSC) et de Zones de protection spéciale (ZPS). Dans les zones de ce réseau, les États Membres s'engagent à maintenir dans un état de conservation favorable les types d'habitats et d'espèces concernés, par le biais de mesures réglementaires, administratives ou contractuelles.
Un site Natura 2000 a été défini sur la commune au titre de la « directive Habitats » :
- les « Gorges de la Dourbie », d'une superficie de 7 087 ha sur 6 communes dont 5 dans l'Aveyron et 1 dans le Gard, sont un magnifique ensemble de gorges avec parois et corniches calcaires dont la végétation est formée de pelouses xérothermiques, de landes (parcours à ovins), de taillis de chênes pubescents, de hêtres et de pins sylvestres[13] ;

et un  au titre de la « directive Oiseaux » :
- les « Gorges de la Dourbie et causses avoisinants », d'une superficie de 28 057 ha sur 13 communes dont 8 dans l'Aveyron et 5 dans le Gard, qui comprennent une grande partie du causse Noir, du causse du Larzac et du causse Bégon, ainsi que les gorges qui les séparent. Dix-sept espèces de l'annexe 1 se reproduisent sur le site, parmi lesquelles huit espèces de rapaces[14].

#### Zones naturelles d'intérêt écologique, faunistique et floristique
L’inventaire des zones naturelles d'intérêt écologique, faunistique et floristique (ZNIEFF) a pour objectif de réaliser une couverture des zones les plus intéressantes sur le plan écologique, essentiellement dans la perspective d’améliorer la connaissance du patrimoine naturel national et de fournir aux différents décideurs un outil d’aide à la prise en compte de l’environnement dans l’aménagement du territoire.
Le territoire communal de Saint-Jean-du-Bruel comprend deux ZNIEFF de type 1, :
- les « Gorges de la Dourbie et ses affluents » (14 060 ha), couvrant 11 communes dont 6 dans l'Aveyron et 5 dans le Gard[16] ;
- les « Gorges de la Virenque et pic de Saint-Guiral » (1 003 ha), couvrant 5 communes dont 2 dans l'Aveyron et 3 dans le Gard[17] ;

et une ZNIEFF de type 2, :
- le « Causse Bégon et Pas de l'Âne Canayère » (2 277 ha), qui s'étend sur 6 communes dont 2 dans l'Aveyron et 4 dans le Gard[18].

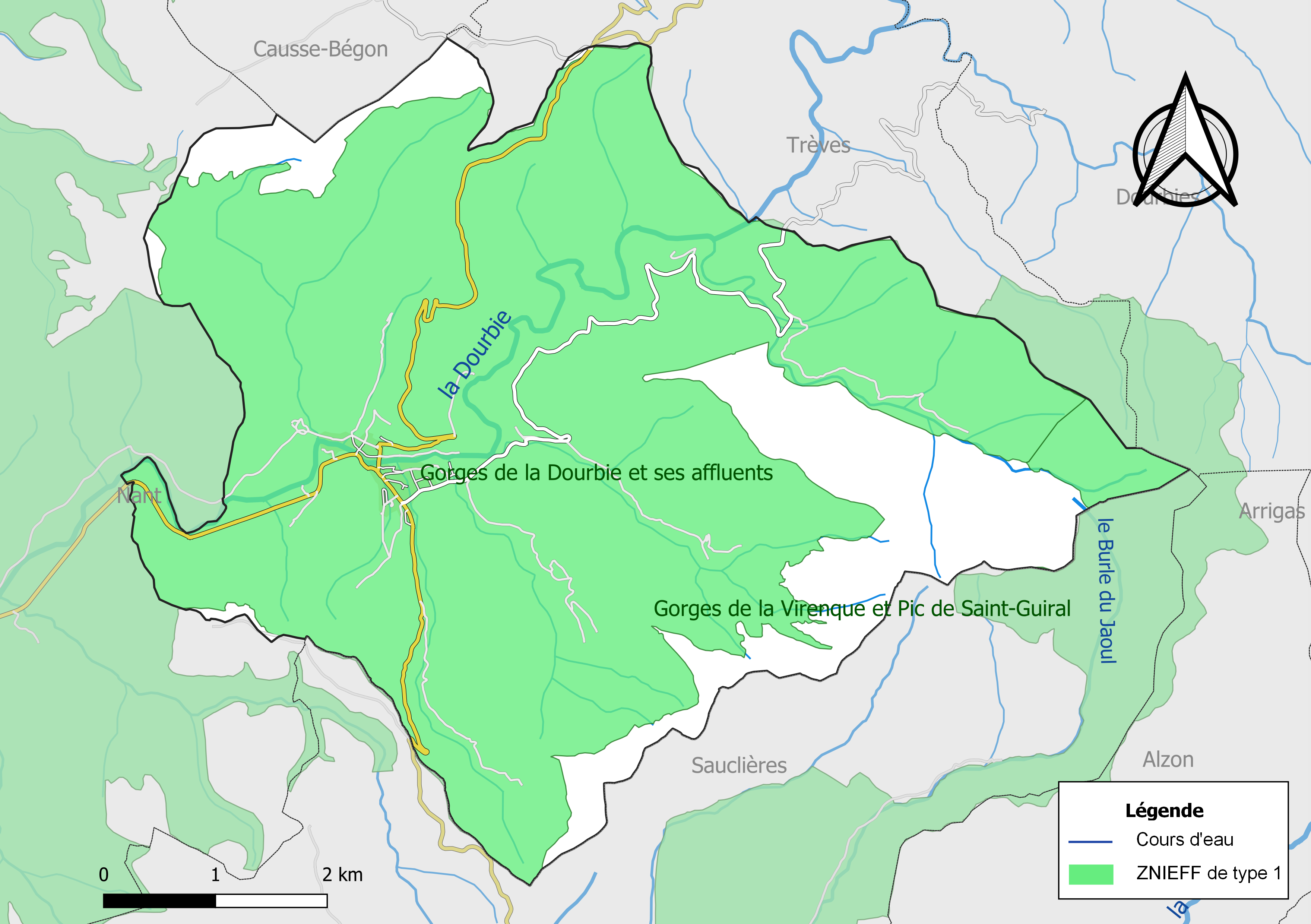
Carte des ZNIEFF de type 1 de la commune.
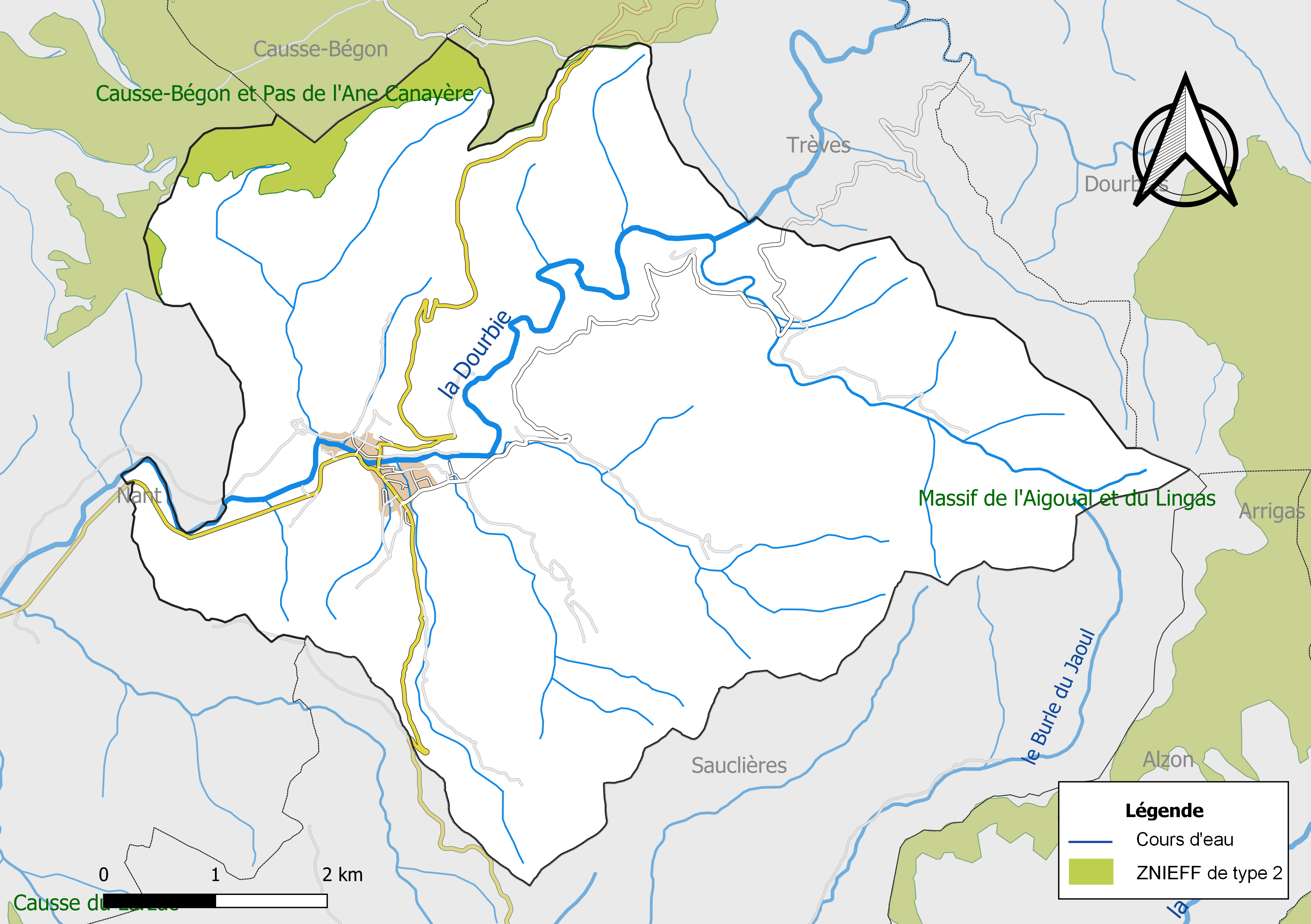
Carte de la ZNIEFF de type 2 de la commune.

## Urbanisme

### Typologie
Au 1er janvier 2024, Saint-Jean-du-Bruel est catégorisée commune rurale à habitat dispersé, selon la nouvelle grille communale de densité à 7 niveaux définie par l'Insee en 2022.
Elle est située hors unité urbaine et hors attraction des villes,.

## Toponymie
Attestée sous les formes ecclesiam sancti Johanis de Brolio en ll35, a S Jhoan sotz Alga en l258, Sanctus Johannes delBrolh en l326, Saint-Jean-de-Roquefeuil.
Durant la Révolution, la commune porte les noms de Pont-Libre et Sentinelle.

## Histoire
Deux époques essentielles ont marqué Saint-Jean-du-Bruel : elle a été le berceau de la famille de Roquefeuil, qui tint un rôle important dans l'histoire de la province ; la seconde tient au rôle, pris par Saint-Jean-du-Bruel au cœur des guerres de Religion : autrefois protestant, le bourg chef-lieu de cette commune a subi durement ces guerres de Religion. Le temple protestant a perduré durant ces conflits et la population fut convertie au catholicisme à la suite de la révocation de l'édit de Nantes en 1685.

## Politique et administration

### Administration municipale
Le 12 octobre 2022, le conseil des ministres a prononcé, sur proposition du ministre de l’Intérieur et des Outre-mer, la dissolution du conseil municipal de la commune.

### Liste des maires
| Période                                  | Période      | Identité            | Étiquette    | Qualité                                          |
| ---------------------------------------- | ------------ | ------------------- | ------------ | ------------------------------------------------ |
| Les données manquantes sont à compléter. |              |                     |              |                                                  |
|                                          |              |                     |              |                                                  |
| 1983                                     | 2005         | René Quatrefages    | RPR puis DVD | Conseiller général du canton de Nant (1990-2011) |
| 2005                                     | mars 2008    | Christian Thiers    |              |                                                  |
| mars 2008                                | mai 2020     | Henri Regord        | DVD          | Retraité Fonction publique                       |
| mai 2020                                 | octobre 2022 | Lysiane Tendil      | REC          |                                                  |
| octobre 2022                             | janvier 2023 | Délégation spéciale |              |                                                  |
| janvier 2023                             | En cours     | Claude Vidal        |              |                                                  |

## Population et société

### Démographie
Les habitants de Saint-Jean-du-Bruel sont appelés les Saint-Jeantais.
L'évolution du nombre d'habitants est connue à travers les recensements de la population effectués dans la commune depuis 1793. Pour les communes de moins de 10 000 habitants, une enquête de recensement portant sur toute la population est réalisée tous les cinq ans, les populations de référence des années intermédiaires étant quant à elles estimées par interpolation ou extrapolation. Pour la commune, le premier recensement exhaustif entrant dans le cadre du nouveau dispositif a été réalisé en 2007.

En 2022, la commune comptait 665 habitants, en évolution de −3,06 % par rapport à 2016 (Aveyron : +0,37 %, France hors Mayotte : +2,11 %).
| 1793  | 1800  | 1806  | 1821  | 1831  | 1836  | 1841  | 1846  | 1851  |
| ----- | ----- | ----- | ----- | ----- | ----- | ----- | ----- | ----- |
| 2 017 | 2 524 | 2 484 | 2 434 | 2 909 | 3 175 | 3 218 | 3 127 | 3 002 |

| 1856  | 1861  | 1866  | 1872  | 1876  | 1881  | 1886  | 1891  | 1896  |
| ----- | ----- | ----- | ----- | ----- | ----- | ----- | ----- | ----- |
| 3 029 | 3 041 | 3 072 | 2 519 | 2 465 | 2 583 | 2 540 | 2 554 | 2 229 |

| 1901  | 1906  | 1911  | 1921  | 1926  | 1931  | 1936  | 1946  | 1954  |
| ----- | ----- | ----- | ----- | ----- | ----- | ----- | ----- | ----- |
| 1 922 | 1 833 | 1 691 | 1 419 | 1 380 | 1 248 | 1 219 | 1 011 | 1 011 |

| 1962 | 1968 | 1975 | 1982 | 1990 | 1999 | 2006 | 2007 | 2012 |
| ---- | ---- | ---- | ---- | ---- | ---- | ---- | ---- | ---- |
| 916  | 833  | 827  | 843  | 820  | 642  | 684  | 690  | 655  |

| 2017 | 2022 | - | - | - | - | - | - | - |
| ---- | ---- | - | - | - | - | - | - | - |
| 702  | 665  | - | - | - | - | - | - | - |

### Sports
Saint-Jean-du-Bruel est le point de départ du Trail du Roc de la Lune et de l'ultra-trail du Pas du diable, deux courses d'endurance qui se déroulent à la fin du mois d'avril.

### Manifestations culturelles et festivités
Au mois d'août, la ville accueille certains événements du Festival folklorique international du Rouergue, une manifestation qui met à l'honneur les danses traditionnelles.
Le 8 août, la Saint-Jean est par ailleurs l'occasion d'une fête votive.

## Économie

### Revenus
En 2018  (données Insee publiées en septembre 2021), la commune compte 330 ménages fiscaux, regroupant 630 personnes. La médiane du revenu disponible par unité de consommation est de 18 220 € (20 640 € dans le département).

### Emploi
| Division       | 2008  | 2013  | 2018   |
| -------------- | ----- | ----- | ------ |
| Commune        | 7,4 % | 8,4 % | 10,4 % |
| Département    | 5,4 % | 7,1 % | 7,1 %  |
| France entière | 8,3 % | 10 %  | 10 %   |

En 2018, la population âgée de 15 à 64 ans s'élève à 350 personnes, parmi lesquelles on compte 69,8 % d'actifs (59,4 % ayant un emploi et 10,4 % de chômeurs) et 30,2 % d'inactifs,. En  2018, le taux de chômage communal (au sens du recensement) des 15-64 ans est supérieur à celui de la France et du département, alors qu'il était inférieur à celui de la France en 2008.
La commune est hors attraction des villes,. Elle compte 151 emplois en 2018, contre 165 en 2013 et 184 en 2008. Le nombre d'actifs ayant un emploi résidant dans la commune est de 215, soit un indicateur de concentration d'emploi de 70,4 % et un taux d'activité parmi les 15 ans ou plus de 41 %.
Sur ces 215 actifs de 15 ans ou plus ayant un emploi, 112 travaillent dans la commune, soit 52 % des habitants. Pour se rendre au travail, 78,9 % des habitants utilisent un véhicule personnel ou de fonction à quatre roues, 11,3 % s'y rendent en deux-roues, à vélo ou à pied et 9,9 % n'ont pas besoin de transport (travail au domicile).

### Activités hors agriculture

#### Secteurs d'activités
73 établissements sont implantés  à Saint-Jean-du-Bruel au 31 décembre 2019. Le tableau ci-dessous en détaille le nombre par secteur d'activité et compare les ratios avec ceux du département,.
| Secteur d'activité                                                                                        | Commune | Commune | Département |
| Secteur d'activité                                                                                        | Nombre  | %       | %           |
| --- | ------- | ------- | ----------- |
| Ensemble                                                                                                  | 73      |         |             |
| Industrie manufacturière, industries extractives et autres                                                | 4       | 5,5 %   | (17,7 %)    |
| Construction                                                                                              | 17      | 23,3 %  | (13 %)      |
| Commerce de gros et de détail, transports, hébergement et restauration                                    | 31      | 42,5 %  | (27,5 %)    |
| Activités financières et d'assurance                                                                      | 3       | 4,1 %   | (3,4 %)     |
| Activités immobilières                                                                                    | 4       | 5,5 %   | (4,2 %)     |
| Activités spécialisées, scientifiques et techniques et activités de services administratifs et de soutien | 2       | 2,7 %   | (12,4 %)    |
| Administration publique, enseignement, santé humaine et action sociale                                    | 7       | 9,6 %   | (12,7 %)    |
| Autres activités de services                                                                              | 5       | 6,8 %   | (7,8 %)     |

Le secteur du commerce de gros et de détail, des transports, de l'hébergement et de la restauration est prépondérant sur la commune puisqu'il représente 42,5 % du nombre total d'établissements de la commune (31 sur les 73 entreprises implantées  à Saint-Jean-du-Bruel), contre 27,5 % au niveau départemental.

#### Entreprises
L' entreprise ayant son siège social sur le territoire communal qui génère le plus de chiffre d'affaires en 2020 est : 
- Camping La Dourbie, terrains de camping et parcs pour caravanes ou véhicules de loisirs (175 k€)

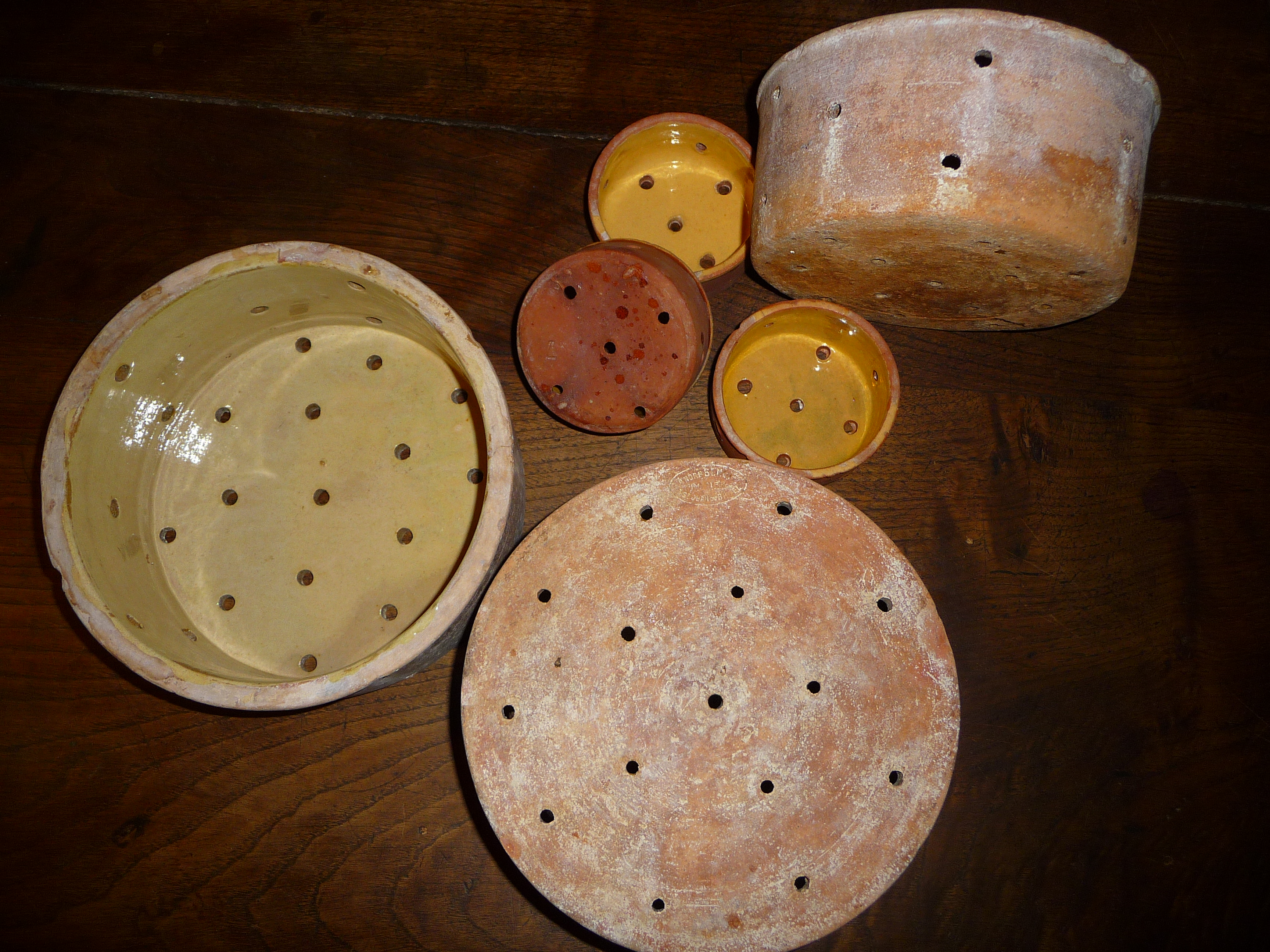
Anciens moules de terre cuite fabriqués à Saint-Jean-du-Bruel, pour les fromages de lait cru de brebis : pérail fermier et roquefort.

L'économie de la commune est caractérisée par une agriculture traditionnelle extensive basée sur l'élevage pour la production laitière de brebis destinée à l'élaboration des fromages de roquefort, pérail, tome et pour la production de veaux et agneaux destinés à l'engraissement.
Une diversification existe tournée vers le maraîchage, l'apiculture, la production de bois de chauffe et le tourisme rural.
Des agriculteurs de la commune et des communes voisines vendent leurs productions agricoles, transformées ou pas, au marché du bourg les jeudis et dimanches matin, en saison estivale.
Des artisans et prestataires de services (métiers du bâtiment, boulanger, conserverie…) existent, ainsi que des commerces présents dans le bourg. Les loisirs influent également sur l'économie communale : locations saisonnières de meublés, camping, randonnée pédestre, vélo tout terrain, découverte nature, pêche de parcours 1re catégorie, chasse à partir du quinze août.

### Agriculture
La commune est dans les Grands Causses, une petite région agricole occupant le sud-est du département de l'Aveyron. En 2020, l'orientation technico-économique de l'agriculture  sur la commune est la polyculture et/ou le polyélevage.
|               | 1988 | 2000 | 2010 | 2020 |
| ------------- | ---- | ---- | ---- | ---- |
| Exploitations | 29   | 18   | 17   | 10   |
| SAU (ha)      | 638  | 704  | 714  | 502  |

Le nombre d'exploitations agricoles en activité et ayant leur siège dans la commune est passé de 29 lors du recensement agricole de 1988  à 18 en 2000 puis à 17 en 2010 et enfin à 10 en 2020, soit une baisse de 66 % en 32 ans. Le même mouvement est observé à l'échelle du département qui a perdu pendant cette période 51 % de ses exploitations,. La surface agricole utilisée sur la commune a également diminué, passant de 638 ha en 1988 à 502 ha en 2020. Parallèlement la surface agricole utilisée moyenne par exploitation a augmenté, passant de 22 à 50 ha.

## Culture locale et patrimoine

### Lieux et monuments
- Les monuments les plus anciens de Saint-Jean-du-Bruel sont préhistoriques :

Le dolmen de Balmarelesse ou Tombeau du Géant ; le dolmen de Barjac ; et le dolmen numéro 3 ;
Les menhirs de Barjac A et B ; et les deux autres menhirs (sans nom).
- L'église Saint-Jean-Baptiste reconstruite en 1710.
- Le Pont Vieux du XIIIe siècle.
- Château de Roquefeuil, berceau de la famille de ce nom, dont il reste des ruines sur les hauteurs.
- Le pont neuf du XVIIIe siècle.
- Les halles.
- Musée Noria, écomusée de l'eau, installé dans le Moulin du pont (XIIIe siècle).
- Les chemins creux et drailles agricoles se prêtent à la randonnée pédestre.
- L'étang du Viala et les eaux fraîches de la rivière Dourbie invitent à la baignade avec l'accord des riverains.

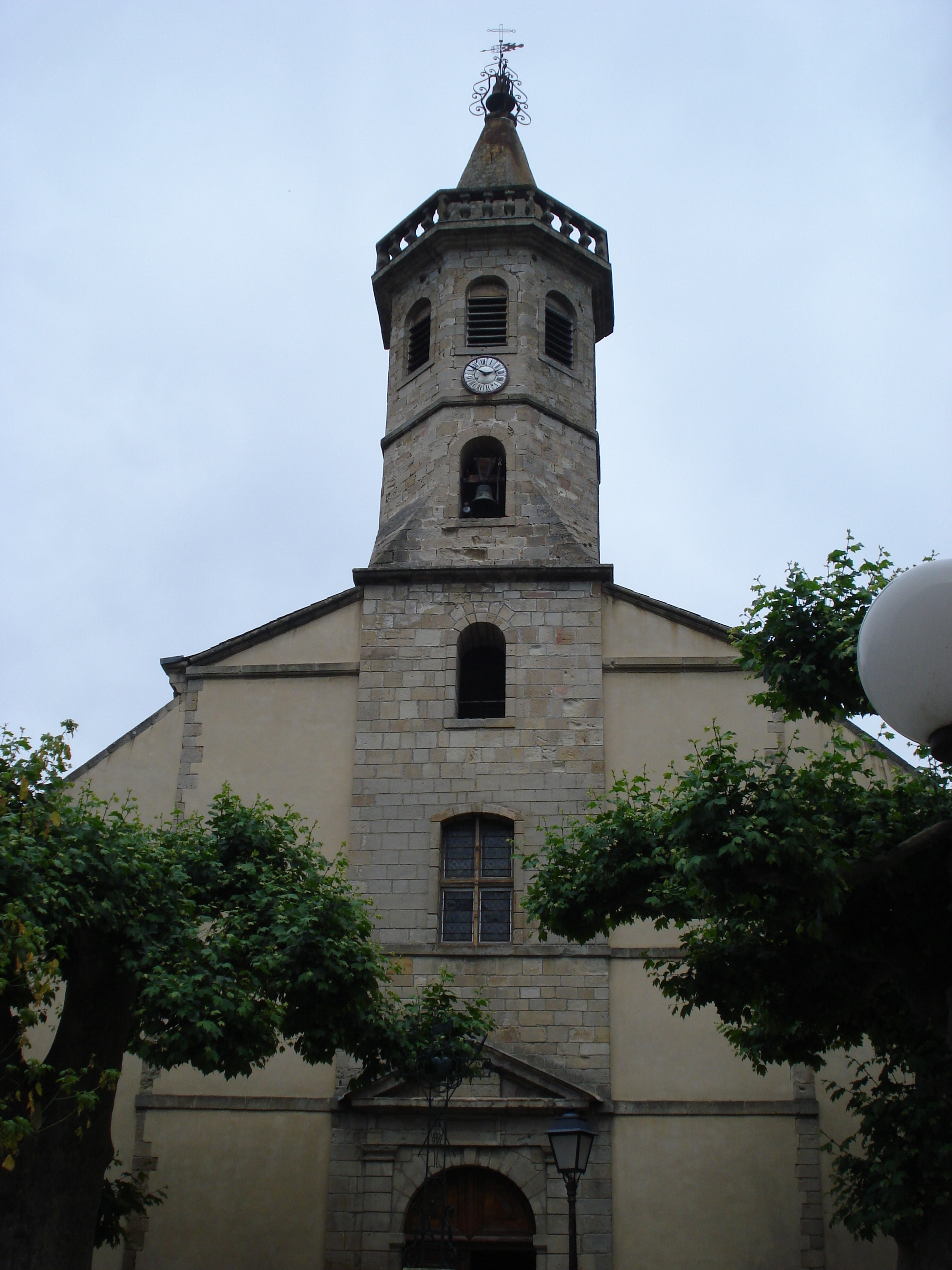
L'église.
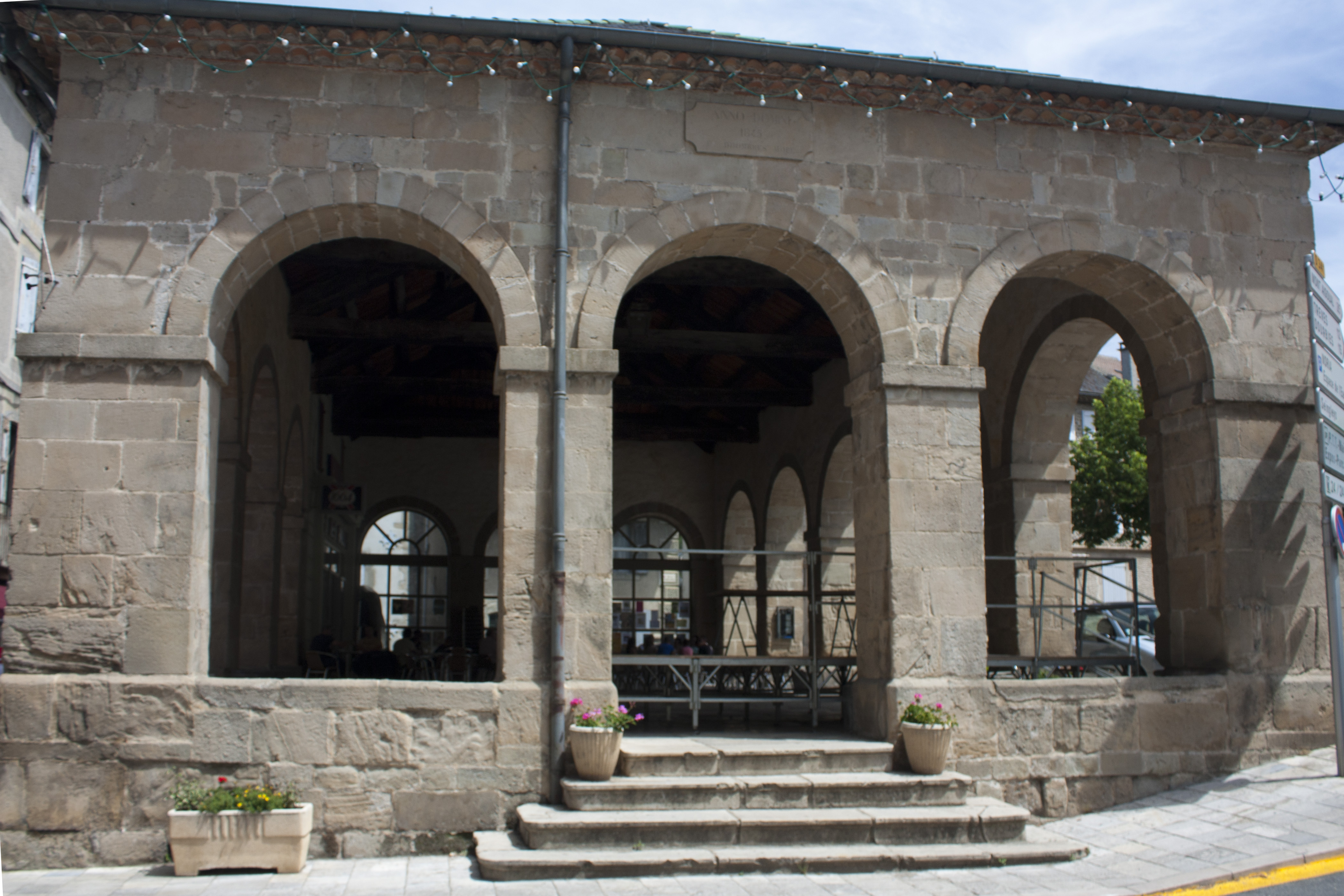
Les halles.
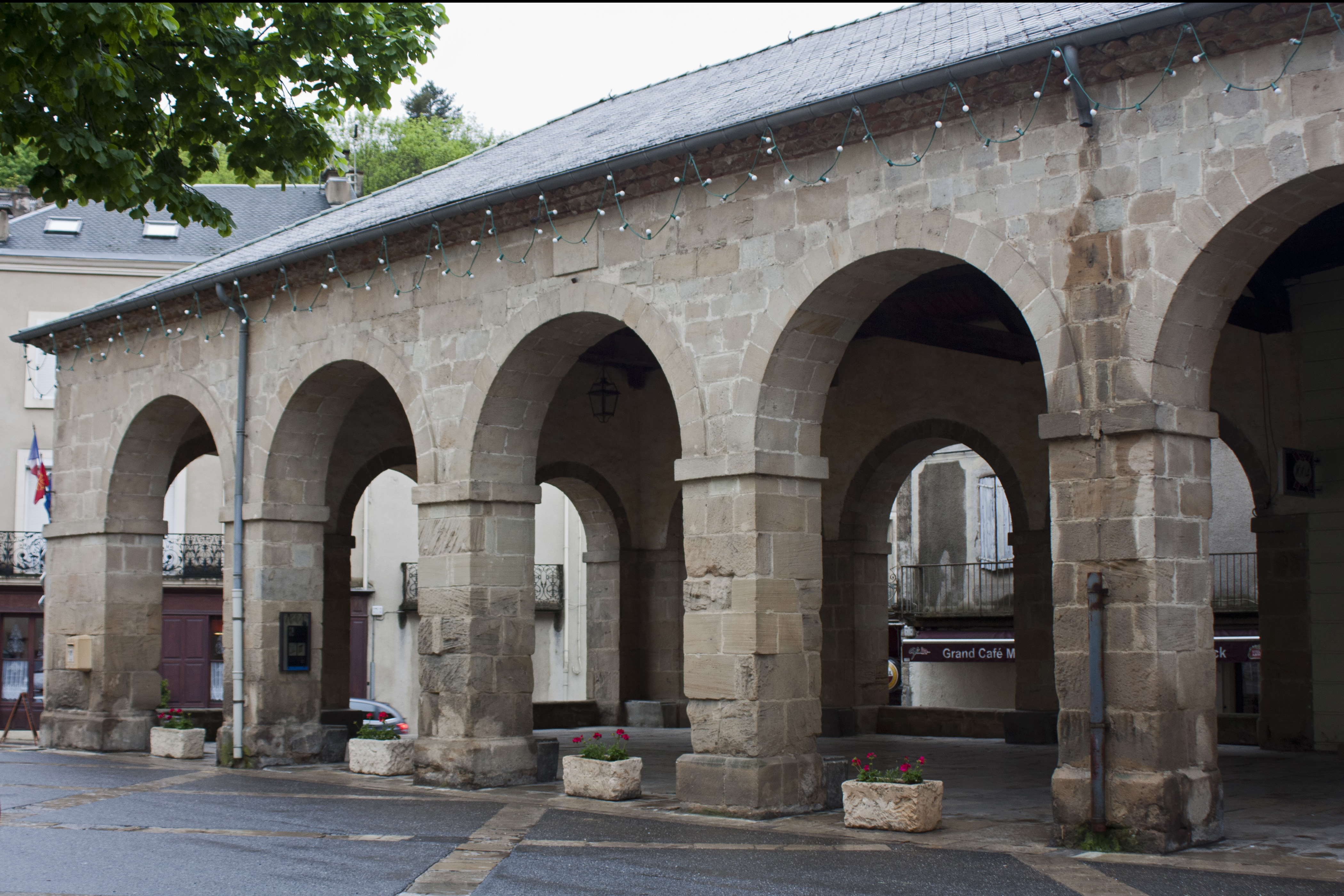
Les halles.
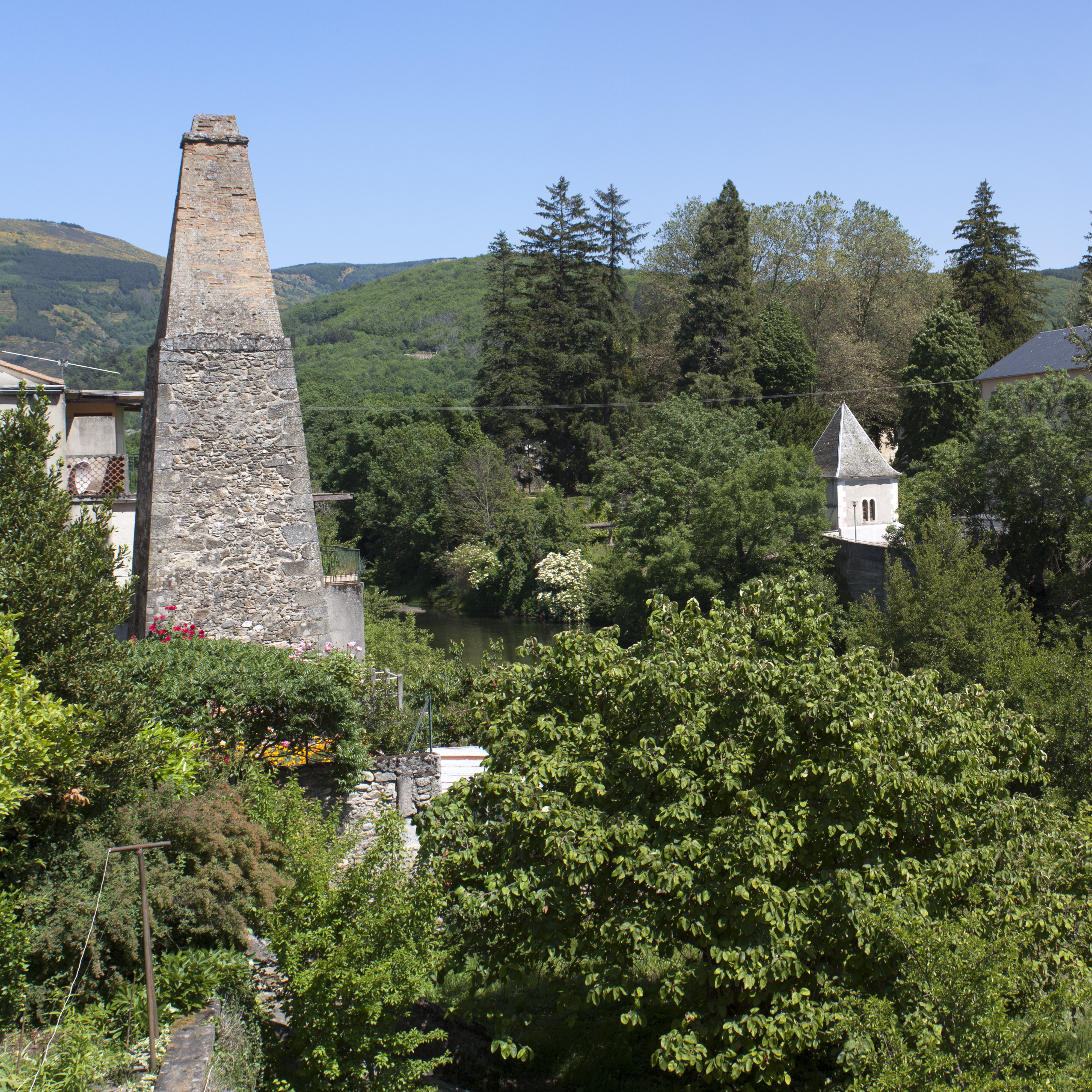
Four de potier.
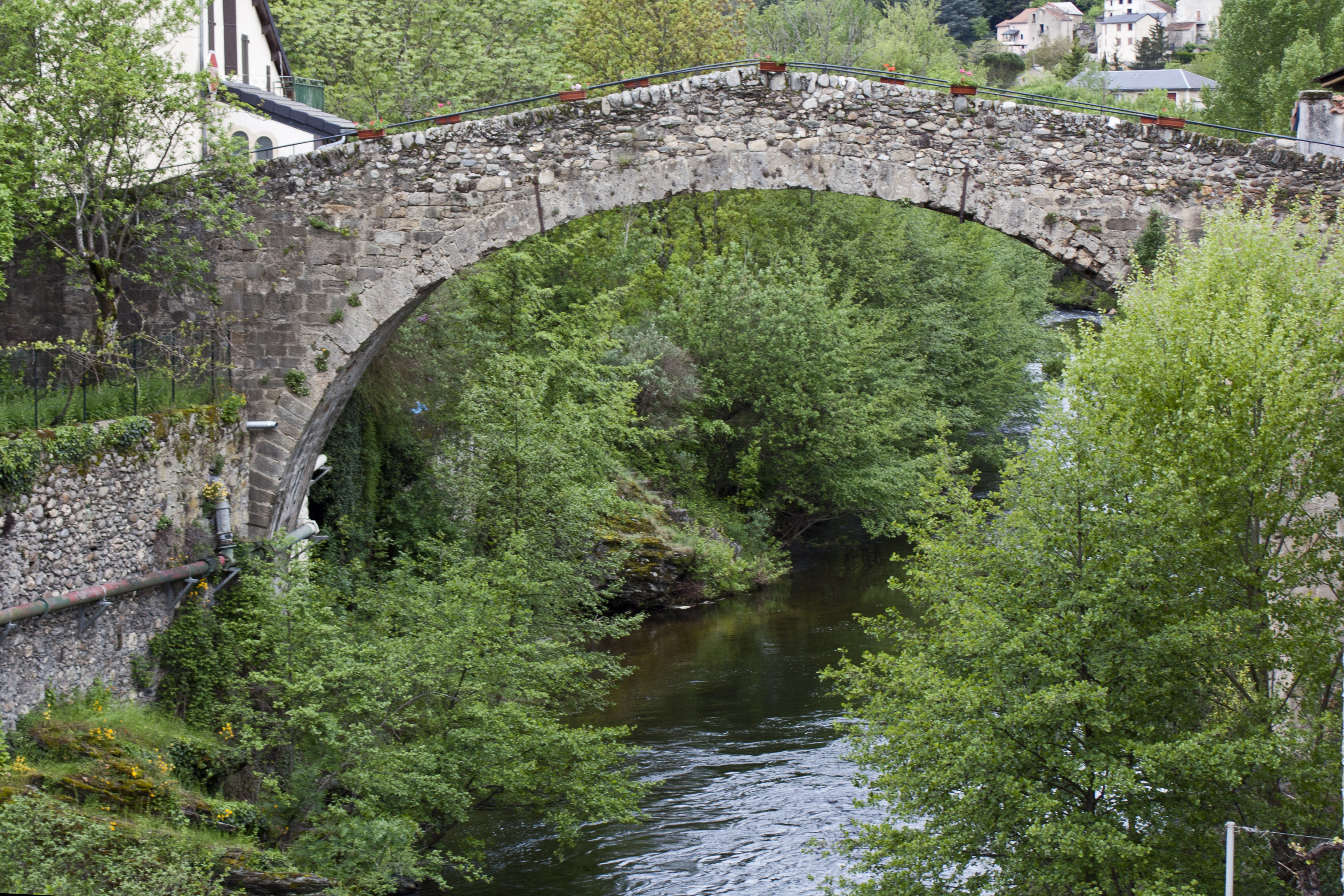
La Dourbie sous le Pont-Vieux.
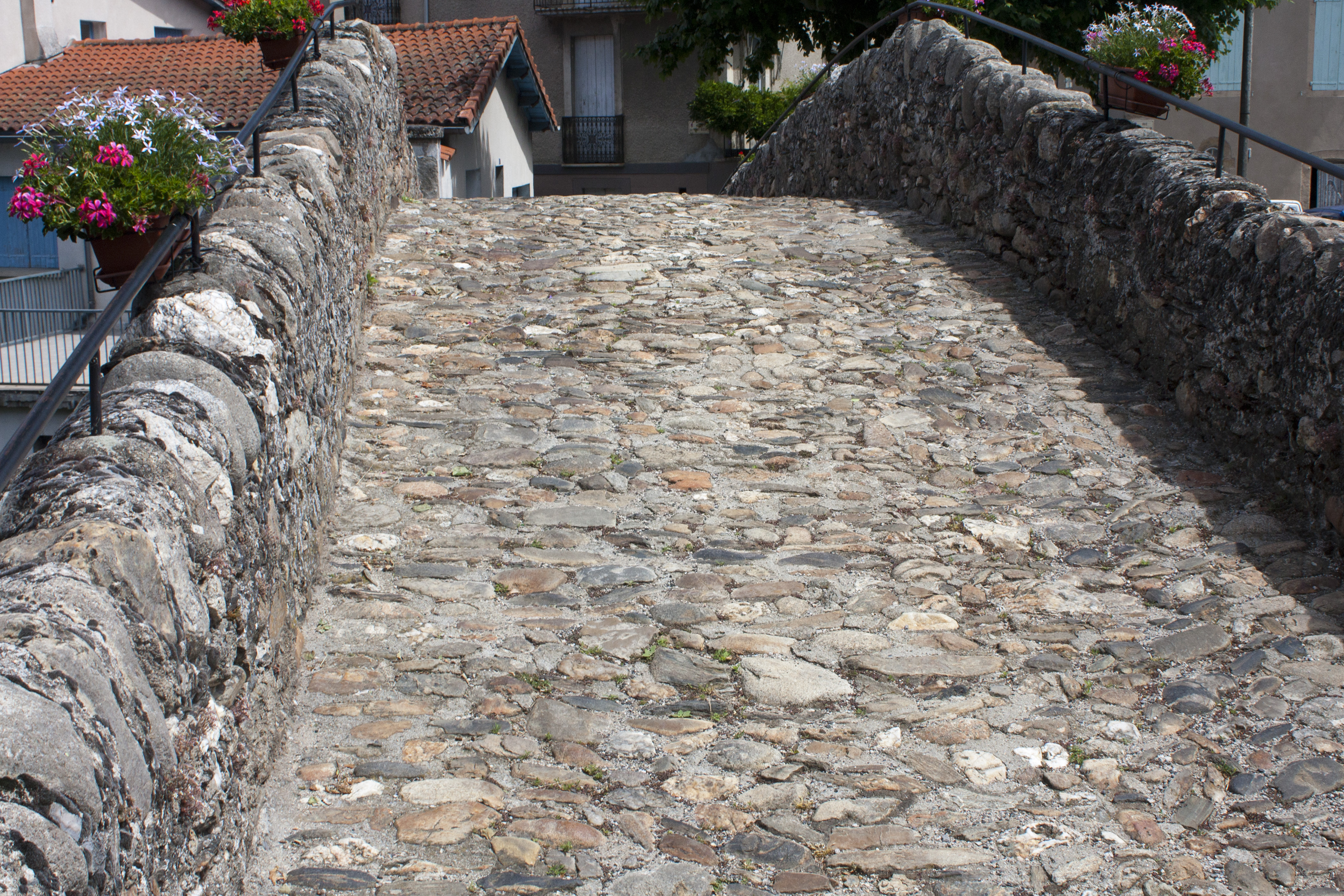
Chaussée du Pont-Vieux.
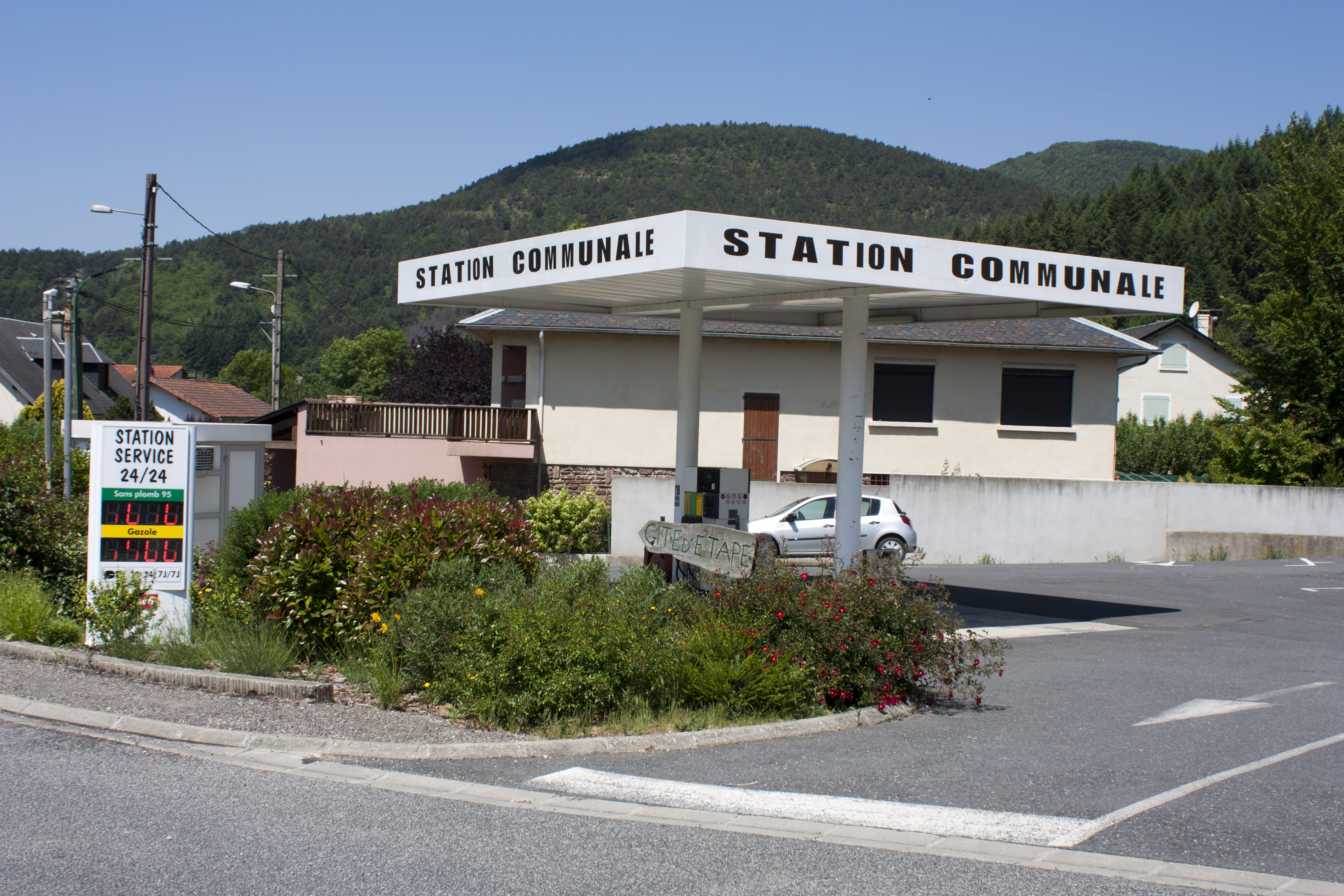
Station communale.

### Patrimoine environnemental
Le territoire de la commune constitue une partie du parc naturel régional des Grands Causses.

### Personnalités liées à la commune
- La famille de Roquefeuil.
- François Vivarès (1709-1780), graveur établi à Londres, né à Saint-Jean-du-Bruel.
- André Liquier (1737-1789), négociant et homme politique né à Saint-Jean-du-Bruel, député du tiers état aux États généraux de 1789.
- Julien Tardieu (1896-1980), ancien président du conseil municipal de la ville de Paris, originaire de la commune où il séjourna et conserva de nombreuses relations. Il y est enterré.
- L'acteur Pierre Richard (1934-), possède une résidence secondaire sur le territoire de la commune.
- René Quatrefages (1944-), historien français spécialiste de l’histoire de l’Espagne, né à Saint-Jean-du-Bruel et maire de la commune de 1983 à 2005.
- Pierre de Bousquet de Florian (1954-), préfet, ex coordonnateur national du renseignement et de la lutte contre le terrorisme, dont la famille est originaire de la commune où il conserve une résidence de famille.
- Bruno Walther (1972-), entrepreneur en série et spécialiste de l'internet, établi à Saint-Jean-du-Bruel.
- Ludovic Chaker (1979-), spécialiste de la Chine et homme politique, est natif de Saint-Jean-du-Bruel.
- Henri Serre (1931-2023), acteur français, a vécu à Saint-Jean-du-Bruel où il est mort.

### Héraldique
| Blason de Saint-Jean-du-Bruel | Blason  | De gueules à saint Jean de carnation assis sur un rocher d'or, couvert et chevelu d'argent, tenant en sa main senestre une longue croix du même, de laquelle pend une bannière voltigeant aussi d'argent chargée des mots ECCE AGNUS DEI en lettres capitales de sable. |
| Blason de Saint-Jean-du-Bruel | Détails | Armes parlantes |